# 田代村 (愛知県南設楽郡)
田代村（たしろむら）は、愛知県南設楽郡にあった村。現在の新城市の一部にあたる。

## 地理
雁峰山の北麓に位置していた。

## 歴史
- 1889年（明治22年）10月1日、町村制の施行により、南設楽郡田代村が単独で村制施行し、田代村が発足[1][2]。大字は編成せず[2]。高松村、杉平村、保永村、荒原村、大和田村と組合村を結成[2]。組合村役場を杉平村に設置[3]。
- 1906年（明治39年）5月1日、南設楽郡巴村、田原村、菅沼村、高松村、杉平村、保永村、荒原村、大和田村と合併し、作手村を新設して廃止された[1][2]。合併後、作手村田代となる[2]。

## 産業
- 農業[2]

## 教育
- 1875年（明治8年）徳林寺に川手学校田代分校開校[2]。